# Moral de Sayago
Moral de Sayago es un municipio y localidad española de la provincia de Zamora y de la comunidad autónoma de Castilla y León.
La biodiversidad de su término municipal ha sido protegida por la Unesco con la figura de reserva de la biosfera transfronteriza bajo la denominación de Meseta Ibérica, por la Unión Europea con la Red Natura 2000 y por la comunidad autónoma de Castilla y León con la figura de parque natural, en estas dos últimas bajo la denominación de Arribes del Duero. La triple protección de este espacio natural busca preservar sus valores naturales, de gran valor paisajístico y faunístico, en el que destaca la presencia de aves como el buitre leonado, la cigüeña negra, el halcón peregrino, el alimoche, la chova piquirroja, el búho real, el águila real y el águila perdicera. Además, la notable conservación de este territorio le ha convertido en las últimas décadas en un punto de referencia del turismo de naturaleza.
A finales de la década de 1970 se proyectó la construcción de la Central nuclear de Sayago, que no se llegó a terminar por la moratoria nuclear.

## Toponimia
El topónimo Moral, según Riesco Chueca, responde a un modelo tradicional del área leonesa, consistente en un nombre de árbol en singular, femenino y con o sin artículo.
Así es frecuente La Moral, con o sin artículo, así como sus diminutivos, que preservan el género femenino, de tradición latina. En la provincia de Zamora son frecuentes los topónimos Moral, Moraleja o Moralina. El origen de todos ellos es el totémico Morus nigra o morera negra (latín mōrus, -i), aún denominado moral en gran parte del dominio lingüístico leonés. Este es un árbol de antigua tradición concejil, frecuentemente plantado ante muchas de las iglesias rurales. En la mayor parte de los casos, su forma diminutiva no suele aludir a un moral pequeño, sino a una población llamada Moral que es de menor rango que otra localidad del mismo nombre.
La referencia etimológica a árboles y plantas es algo que ocurre frecuentemente en la denominación de muchos pueblos sayagueses (Carbellino del carballo o roble; Luelmo del olmo; Fresno y Fresnadillo del fresno; Salce del sauce; Almeida del álamo; Moral de Sayago, Moralina y Moraleja del moral, Figueruela de la higuera, Sogo del saúco, ...). Podría ser la seña identificativa de algunos de los poblamientos celtas en la ribera norte del Tormes. Tal teoría podría ser discutible en algunos de los topónimos mencionados, al ser posible otras opciones sin base vegetal.
El gentilicio de esta localidad sayaguesa es moralejo.

## Geografía

Situación del municipio de Moral de Sayago en la provincia de Zamora.

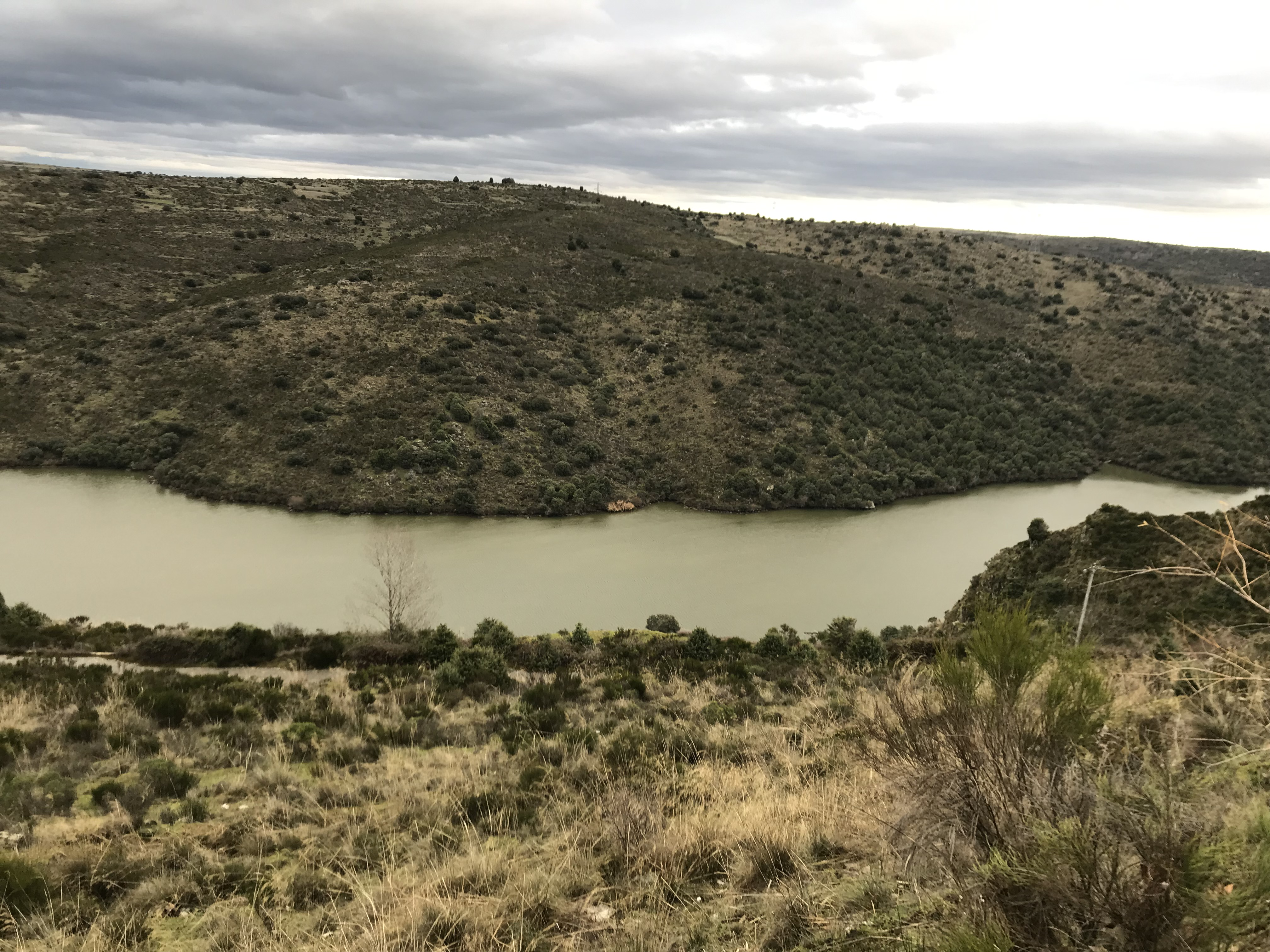
Cañones del Duero en el municipio de Moral de Sayago.

Moral de Sayago se encuentra situado en el suroeste zamorano. Dista 42 km de Zamora capital. 
Pertenece a la comarca de Sayago. Se integra dentro de la Mancomunidad Sayagua y el partido judicial de Zamora.
En su término municipal están integradas las localidades de Abelón y Moral de Sayago.
Parte de su término municipal se encuentra dentro del parque natural de Arribes del Duero, un espacio natural protegido de gran atractivo turístico.
| Noroeste: Moralina | Norte: Salto de Villalcampo | Noreste: Muelas del Pan |
| Oeste: Gamones     |                             | Este: Villaseco del Pan |
| Suroeste: Luelmo   | Sur: Fresnadillo            | Sureste: Abelón         |

## Historia
Moral es una de las localidades sayaguesas en la que se hace más patente la presencia romana. En el barrio Coneo podemos observar fragmentos de estelas romanas formando parte de los muros de las casas. Estas, junto con otros restos hoy desaparecidos, provienen del antiguo cementerio romano descubierto a principios de siglo en la misma localidad. Debió tener una cierta importancia, puesto que aquí se cruzaba la Calzada Mirandesa con la que, viniendo de Luelmo, se dirigía a Villalcampo. No lejos de ellas, se encuentra la Fuente Concejo, posiblemente romana. 
En todo caso, en la Edad Media, Moral de Sayago quedó integrado en el Reino de León, época en que habría sido repoblado por sus monarcas en el contexto de las repoblaciones llevadas a cabo en Sayago, datando su primera referencia escrita del siglo XIII.
Posteriormente, en la Edad Moderna, Moral estuvo integrado en el partido de Sayago de la provincia de Zamora, tal y como reflejaba en 1773 Tomás López en Mapa de la Provincia de Zamora.
Así, al reestructurarse las provincias y crearse las actuales en 1833, la localidad se mantuvo en la provincia zamorana, dentro de la Región Leonesa, integrándose en 1834 en el partido judicial de Bermillo de Sayago, dependencia que se prolongó hasta 1983, cuando fue suprimido el mismo e integrado en el partido judicial de Zamora.

## Geografía humana

### Demografía
Cuenta con una población de 262 habitantes (INE 2024).
| Gráfica de evolución demográfica de Moral de Sayago entre 1842 y 2021 |
| |
| Población de derecho según los censos de población del INE Población de hecho según los censos de población del INEEn estos censos se denominaba Moral: 1842, 1857 y 1860 |

## Símbolos

### Escudo
El escudo heráldico que representa al municipio fue aprobado el 17 de diciembre de 1999 con el siguiente blasón:

«De gules encina de plata sobre rocas de lo mismo. En punta ondas de plata y azur. Al timbre Corona Real cerrada»
Boletín Oficial de Castilla y León nº 11 de 18 de enero de 2000.

### Bandera
La bandera municipal fue aprobada el 17 de diciembre de 1999 con la siguiente descripción textual:

«Bandera rectangular, de proporciones 2:3, formada por dos franjas verticales en proporciones 1/4 y 3/4, estando la del asta formada por diez cuadrados, cinco rojos y cinco blancos alternados en dos columnas, y la del batiente por tres franjas azules y dos blancas horizontales iguales»
Boletín Oficial de Castilla y León nº 11 de 18 de enero de 2000.

## Administración y política

### Elecciones municipales
| Partido político                                      | 2019  | 2019  | 2019       | 2015  | 2015  | 2015       | 2011  | 2011  | 2011       | 2007  | 2007  | 2007       | 2003  | 2003  | 2003       |
| Partido político                                      | %     | Votos | Concejales | %     | Votos | Concejales | %     | Votos | Concejales | %     | Votos | Concejales | %     | Votos | Concejales |
| Partido Socialista Obrero Español (PSOE)              | 53,92 | 110   | 4          | 61,50 | 131   | 4          | 23,56 | 53    | 2          | 25,00 | 55    | 2          | 30,17 | 73    | 2          |
| Partido Popular (PP)                                  | 23,04 | 47    | 2          | 37,09 | 79    | 3          | 44,00 | 99    | 3          | 58,64 | 129   | 4          | 47,52 | 115   | 4          |
| Ciudadanos (Cs)                                       | 22,06 | 45    | 1          | -     | -     | -          | -     | -     | -          | -     | -     | -          | -     | -     | -          |
| Todos Unidos para Mejorar Nuestros Pueblos (A.E.I.A.) | -     | -     | -          | -     | -     | -          | 31,11 | 70    | 2          | -     | -     | -          | -     | -     | -          |
| Partido Regionalista del País Leonés (PREPAL)         | -     | -     | -          | -     | -     | -          | -     | -     | -          | 15,00 | 33    | 1          | -     | -     | -          |
| Zamora Unida (ZU)                                     | -     | -     | -          | -     | -     | -          | -     | -     | -          | -     | -     | -          | 21,49 | 52    | 1          |

El alcalde de Moral de Sayago lo es en régimen de dedicación parcial y cobra 3360 euros al año (2017).

## Monumentos y lugares de interés

### Ruta de los molinos
En Moral de Sayago existen muchísimos molinos hidráulicos. Se ha creado una ruta turística que pasa por todos ellos.